# Црква Свете Недеље у Великој Хочи
Црква Св. Недеље је српска православна црква која је према неким изворима саграђена у 13. веку, а обновљена је у 19. веку. Након ослобођења 1912. године поново је обновљена. 

## Изглед
Црква Св. Недеље је једнобродна грађевина малих димензија, са олтарском апсидом на источној страни. У последњој обнови, крајем 20. века, ранији слагани свод замењен је ливеним бетонским који је задржао полуобличасти облик. Црква је покривена лимом, а фасаде су равно малтерисане. У цркви се чувају иконе из 19. века. Порта је уређена и ограђена зидом.